# Wolfgang Rohde

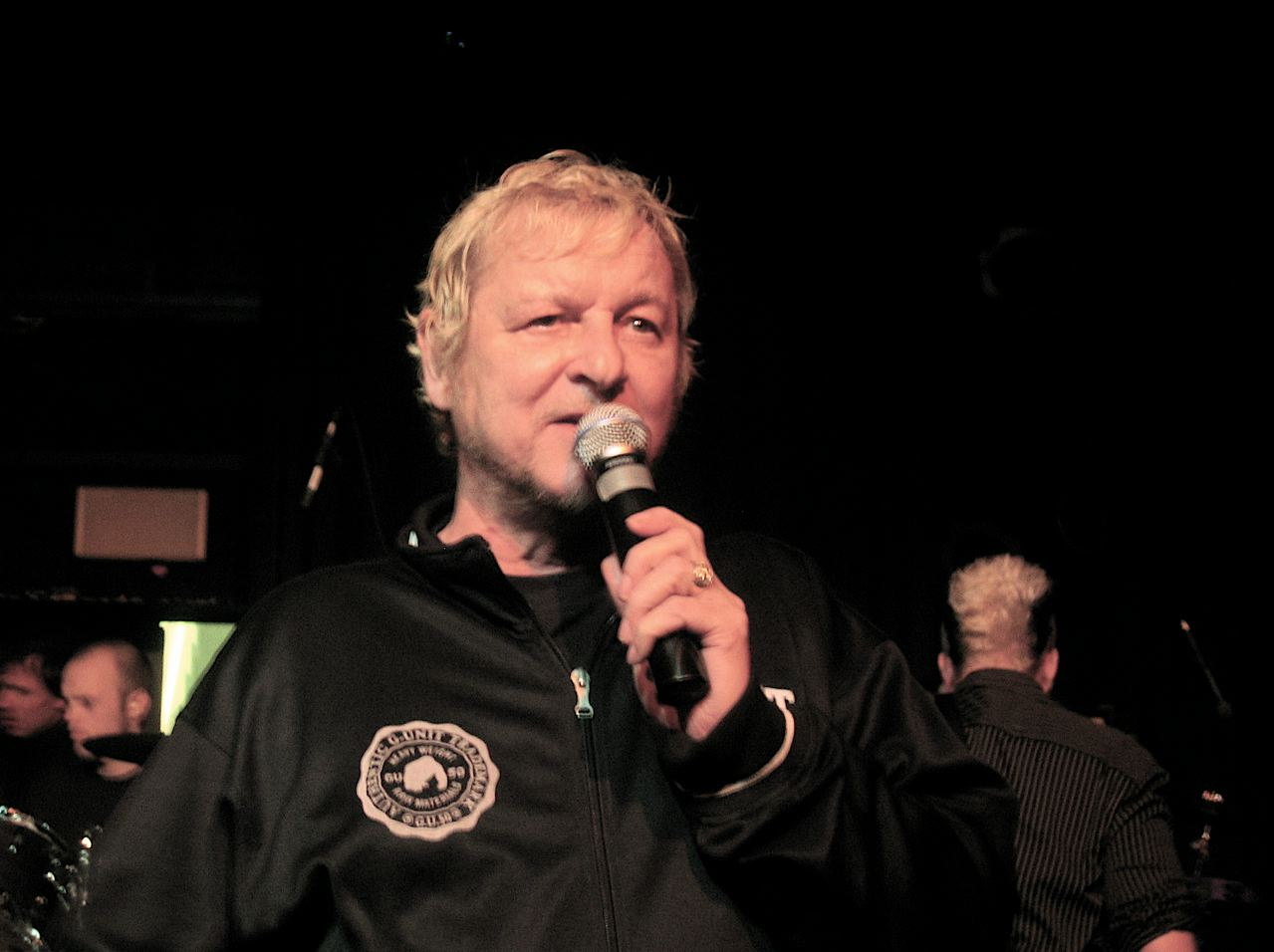
Wolfgang Rohde (2008)

Wolfgang Michael „Wölli“ Rohde (* 9. Januar 1950 in Kiel; † 25. April 2016 in Meerbusch) war ein deutscher Musiker. Von 1986 bis 1999 war Rohde Schlagzeuger bei der Band Die Toten Hosen.

## Leben
Rohde wuchs in Kiel als drittes Kind einer Beamtenfamilie auf und schloss zunächst eine Ausbildung als Elektriker ab. Als er 1968 zur Bundeswehr eingezogen werden sollte, verlegte er seinen Wohnsitz nach Berlin und hielt sich in der Szene um Rio Reiser auf. Selbst Musik zu machen, begann Rohde im Alter von Mitte 20 Jahren.
Rohde war Mitglied der Berliner Band Die Suurbiers, als er von Campino als Schlagzeuger für Die Toten Hosen angeworben wurde. Im Jahr 1986 zog Rohde nach Düsseldorf und spielte seitdem für diese Band. Ende der 1990er-Jahre, nach mehreren Bandscheibenvorfällen, wurde es für ihn schwieriger, Konzerte in voller Länge durchzuhalten. Bei den Aufnahmen zum Album Unsterblich war er darum an vier ruhigeren Stücken beteiligt. Sein letztes Konzert mit den Toten Hosen spielte Rohde am 20. Mai 2000 in Kassel. Am Tag darauf erlitt er bei einem Autounfall in der Mönchengladbacher Innenstadt mehrere Knochenbrüche und lag zwei Tage im Koma. Aus diesem Grund übernahm Rohdes vormaliger Roadie Vom Ritchie seinen Posten als etatmäßiger Schlagzeuger.
Ab 2004 betrieb er das Musiklabel Goldene Zeiten und präsentierte als Mitbegründer des jährlichen Festivals Rock am Turm in Meerbusch hauptsächlich Nachwuchsbands.
Im Dezember 2007 erschien die erste Single Ein bisschen Nikotin von Rohdes Band Goldene Zeiten Orchestra.
Rohde gehörte weiterhin zur „Toten-Hosen-Familie“; nach seinem Ausstieg waren gegenseitige Gastauftritte üblich. So spielte er beispielsweise 2004 bei Rock am Ring die Stücke Bis zum bitteren Ende und Opel-Gang am Schlagzeug und die Band Die Toten Hosen trat bei Rock am Turm unter dem Pseudonym „Die Jungs von der Opel-Gang“ auf.
Im September 2011 erschien beim Label JKP das Album Das ist noch nicht alles von „Wölli & Die Band des Jahres“, das Rohde zusammen mit fünf befreundeten Musikern eingespielt hatte. Er agierte dabei hauptsächlich als Sänger. Die Texte, die zum größten Teil aus seiner Feder stammen, handeln von seinem ereignisreichen Leben als Musiker. Bei zwei der zwölf Lieder wurde er von Mitgliedern der Band „Die Toten Hosen“ unterstützt: Alles nochmal von vorn, das als Vorab-Single ausgekoppelt wurde, sang Rohde im Duett mit Campino, während Andreas von Holst als Gitarrist beteiligt war, und in Two Drunken Drummers begleitete ihn Vom Ritchie. Von Oktober bis November 2011 gab die Band „Wölli & Die Band des Jahres“ 14 Clubkonzerte.
Im November 2014 wurde die Erkrankung Rohdes an Nierenkrebs bekannt, an deren Folgen er im April 2016 starb. Am 7. Mai 2016 wurde Rohde im Gemeinschaftsgrab der Band Die Toten Hosen auf dem Südfriedhof in Düsseldorf beigesetzt.

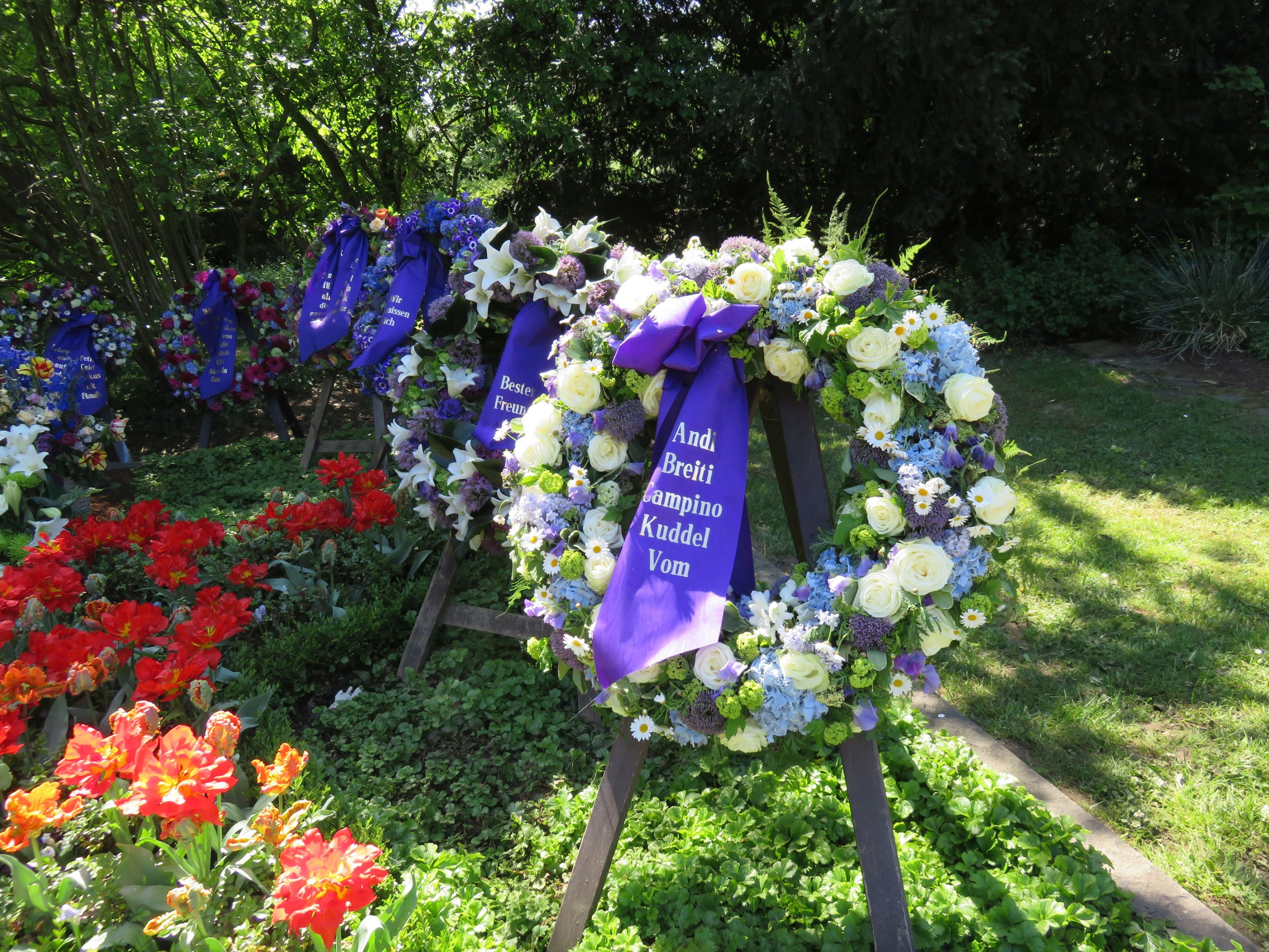
Grabstätte auf dem Düsseldorfer Südfriedhof (2016)

Die Toten Hosen coverten zur Erinnerung an Wolfgang Rohde den Song Kein Grund zur Traurigkeit auf dem Album Laune der Natur im Mai 2017. Der Gesang von Wolfgang Rohde stammt vom Original, das Rohde im Jahr 2011 zusammen mit Cäpt’n Suurbier komponiert und für das Album Das ist noch nicht alles mit seiner Band eingespielt hatte.